# Nördlicher Voalavo
Der Nördliche Voalavo (Voalavo gymnocaudus) ist eine Art der Madagaskar-Ratten innerhalb der nur durch zwei Arten bekannten Voalavos. Die Art lebt endemisch im Norden von Madagaskar, wo sie von zwei Fundorten bekannt ist.

## Merkmale
Der Nördliche Voalavo erreicht eine Kopf-Rumpf-Länge von 8 bis 9 Zentimetern bei einer Schwanzlänge von 12 bis 12,9 Zentimetern, das Gewicht beträgt 17 bis 25,5 Gramm. Damit handelt es sich um eine sehr kleine Art der Nagetiere. Das Fell der Tiere ist dicht und weich mit seidiger Textur. Die Rückenfärbung ist mittelgrau, die Flanken und der Nacken sind etwas bräunlicher und der Bauch ist weiß bis hellgrau. Der Schwanz ist weitgehend nackt und zweifarbig, die Oberseite ist grau und die Unterseite weiß. Die Unterschenkel sind weißlich braun, die Füße und Zehen vollständig weiß.
Die Weibchen besitzen drei Paar Zitzen.

## Verbreitung

Fundort der beiden bisher bekannten Voalavos. Grün: Östlicher Voalavo. Rot: Nördlicher Voalavo.

Beide Voalavo-Arten kommen als Endemiten nur auf Madagaskar vor und sind jeweils nur von einzelnen Fundorten bekannt. Die Nachweise für den Nördlichen Voalavo stammen aus zwei Bergmassiven der Northern Highlands, eines im Anjanaharibe-Sud Reserve und eines im Nationalpark Marojejy. Beide liegen in der nördlichsten Provinz der Insel, der Provinz Antsiranana, im Umfeld der Stadt Andapa.

## Lebensweise
Über die Lebensweise der Voalavos liegen nur sehr wenige Informationen vor. Der Nördliche Voalavo kommt in feuchten Bergregenwaldgebieten der Höhenlagen zwischen 1220 und 1950 Metern vor. Die Tiere ernähren sich wahrscheinlich von Samen und anderen Pflanzenteilen. Sie sind nachtaktiv und leben vermutlich in Bodennestern oder im Laub der Bäume. Sie sind dabei in der Lage, an Lianen zu klettern, die dünner als ein Bleistift sind.
Die Tiere besitzen Drüsen im oberen Brustbereich, die vor allem bei den paarungsfähigen Männchen einen spezifischen Duft produzieren, um Weibchen anzulocken. Die Weibchen gebären wahrscheinlich zum Ende der Regenzeit im August bis September einen Wurf mit durchschnittlich zwei Jungtieren.

## Systematik
Der Nördliche Voalavo wird als eigenständige Art innerhalb der Gattung der Voalavos (Voalavo) eingeordnet, die neben ihm nur noch den erst 2005 beschriebenen Östlichen Voalavo enthält. Die wissenschaftliche Erstbeschreibung der Art stammt von den Zoologen Michael D. Carleton und Steven M. Goodman aus dem Jahr 1998, die sie anhand von Individuen aus dem Anjanaharibe-Sud Reserve beschrieben und dabei in eine neu aufgestellte Gattung einordneten.
Innerhalb der Art werden neben der Nominatform keine Unterarten unterschieden. Der Gattungsname Voalavo leitet sich von einem madegassischen Wort ab, das generell für „Nagetier“ oder „Ratte“ verwendet wird. Das Epitheton „gymnocaudus“ setzt sich zusammen aus dem griechischen gymnós für ‚nackt‘ und dem lateinischen cauda für ‚Schwanz‘ und bezieht sich auf den nahezu vollständig unbehaarten Schwanz der Tiere.

## Status, Bedrohung und Schutz
Der Nördliche Voalavo wird von der International Union for Conservation of Nature and Natural Resources (IUCN) als nicht gefährdet („least concern“) eingeordnet. Obwohl das Verbreitungsgebiet wahrscheinlich sehr klein ist, lebt die Art vollständig in geschützten und schwer zugänglichen Regenwaldgebieten und ist derzeit keinen bestandsgefährdenden Risiken ausgesetzt.

## Belege
1. 1 2 3 4 5 6 7 8 9  Northern Naked-tail Forest Mouse. In: S.M. Goodman, A. Monadjem: Family Nesomyidae (Pouched Rats, Climbing Mice and Fat Mice) In: Don E. Wilson, T.E. Lacher, Jr., Russell A. Mittermeier (Herausgeber): Handbook of the Mammals of the World: Rodents 2. (HMW, Band 7) Lynx Edicions, Barcelona 2017, S. 532. ISBN 978-84-16728-04-6.
2. 1 2  Voalavo gymnocaudus. In: Don E. Wilson, DeeAnn M. Reeder (Hrsg.): Mammal Species of the World. A taxonomic and geographic Reference. 2 Bände. 3. Auflage. Johns Hopkins University Press, Baltimore MD 2005, ISBN 0-8018-8221-4.
3. ↑  Steven M. Goodman, Daniel Rakotondravony, Hary N. Randriamanantsoa, Marlène Rakotomalala-Razanahoera: A new species of rodent from the montane forest of central eastern Madagascar (Muridae: Nesomyinae: Voalavo). Proceedings of the Biological Society of Washington 118 (4), 2005; S. 863–873. doi:10.2988/0006-324X(2005)118[863:ANSORF]2.0.CO;2.
4. 1 2  Michael D. Carleton, Steven M. Goodman: New taxa of nesomyine rodents (Muroidea: Muridae) from Madagascar's northern highlands, with taxonomic comments on previously described forms. Fieldiana Zoology 90, 1998; S. 163–200, Art- und Gattungsbeschreibung: S. 182–183. (Digitalisat, Beschreibung).
5. 1 2  Voalavo gymnocaudus in der Roten Liste gefährdeter Arten der IUCN 2016. Eingestellt von: R. Kennerley, 2016. Abgerufen am 18. Mai 2020.